# Bertoldo II di Zähringen
Bertoldo II di Zähringen (1050 – 12 aprile 1111) fu duca di Svevia dal 1092 al 1097 e successivamente duca di Zähringen dal 1097 alla morte.

## Biografia
Bertoldo II, così come il padre Bertoldo I, sostenne Rudolfo von Rheinfelden, di cui sposò la figlia Agnese (1079). Nel 1077 sia i Rheinfelden che gli Zähringen vennero spogliati dei loro titoli e dei loro possedimenti dal re in favore degli Eppenstein, con la quale entrarono in uno stato di ostilità. Bertoldo, alleato dell'abate di Reichenau Eccheardo II di Nellenburg, attaccò a più riprese i possedimenti l'abbazia di San Gallo, retto dall'abate Ulrico, della stirpe rivale degli Eppenstein, come le continuazioni anonime delle Cronache di San Gallo si soffermano più volte: quando questo venne nominato patriarca di Aquileia, nel 1086, vide il monastero attaccato da Bertoldo. Un'altra serie di attacchi si ebbero nel contesto della lotta per il controllo della carica di vescovo di Costanza, retto dal fratello Gebeardo III di Zähringen in contrapposizione ad Arnoldo di Heiligenberg.
Alla morte di Bertoldo I di Rheinfelden, Bertoldo cercò di ottenere i loro territori in Borgogna. Appoggiato dalla casata dei Welfen e dal papa, nel 1092 venne eletto duca di Svevia. Nel 1097 dovette però rinunciare al titolo in favore di Federico I di Svevia, mantenendo, a titolo di compenso, il rango di duca. Per questo Bertoldo II è il primo duca di Zähringen. Nel 1092 venne eletto duca di Carinzia e margravio di Verona.
Bertoldo II estese la propria signoria attraverso la fondazione di nuovi insediamenti e monasteri, soprattutto nella Foresta Nera. Nel 1093 fondò il monastero benedettino di San Pietro nella Foresta Nera, dove vennero poi sepolti tutti gli Zähringen.
A Bertoldo II succedette Bertoldo III. Anche Corrado I, che divenne duca di Zähringen alla morte di Bertoldo III, era figlio di Bertoldo II.

## Famiglia e figli
Sposò Agnese di Rheinfelden, figlia dell'anti-re Rodolfo di Svevia e di Adelaide di Savoia. Essi ebbero:
- Bertoldo (nato attorno al 1080);
- Rodolfo II (1082 circa-1111), conte di Rheinfelden;
- Bertoldo III, duca di Zähringen (r.1111-1122), succeduto da suo fratello, Corrado I;
- Corrado I, duca di Zähringen;
- Agnese († dopo l'8 gennaio 1125), che sposò Guglielmo II di Borgogna-Besançon;
- Liutgarda (morta giovane);
- Petrissa (1095 circa-prima del 1116), che sposò Federico I di Pfirt;
- Liutgarda (1098 circa-25 marzo 1131), che sposò Goffredo di Calw;
- Giuditta (nata nel 1100 circa), sposò Ulrico II di Gammertingen.